# 胡永继
胡永继（1944年11月—），江西波阳人，中华人民共和国政治人物。

## 生平
毕业于哈尔滨工业大学，后任黄梅县机械厂副厂长。1982年1月，任黄梅县副县长，1983年10月，任黄冈地委副书记。1990年7月，任湖北省社会科学联合会副主席。1996年8月，任湖北省委经贸工委副书记。2003年1月，当选湖北省政协副主席。 